# María Mercedes
María Mercedes ist eine mexikanische Telenovela, produziert von Valentín Pimstein für Televisa. Die Telenovela wurde vom 14. September 1992 bis 5. Januar 1993 auf dem Fernsehsender El Canal de las Estrellas ausgestrahlt.

## Handlung
María Mercedes ist ein bescheidenes Mädchen, das ihre Familie, bestehend aus ihren Brüdern Memo, Rosario und dem kleinen Andresito, sowie ihrem Vater Manuel, einem Alkoholiker, der wenig arbeitet und das ganze Geld für seinen Laster ausgibt, unterstützt, was ihn fast handlungsunfähig macht und ihn zwingt María Mercedes, unendlich viele Jobs zu erledigen, um sie zu erhalten. Ihre Mutter hat sie als Kind verlassen. Meche verkauft Lotto an Straßenecken und schafft es, ihre Familie zu ernähren, obwohl sie ihr gegenüber undankbar ist.
Santiago del Olmo ist ein Millionär, der im Sterben liegt, aber er kann es nicht in Ruhe tun, da er weiß, dass seine Tante Malvina, eine gierige Frau, und seine beiden Kinder, die er für genauso schlimm hält wie seine Mutter, Jorge Luis und Digna, bei ihm bleiben werden alles. Santiago lernt María Mercedes kennen, als sie ihm eine Lotterie verkauft und ihm schließlich einen Heiratsantrag macht, um seine Tante Malvina ohne das ersehnte Vermögen zu verlassen. Malvina wendet sich gegen sie und macht ihr das Leben unmöglich, trotzdem verliebt sich María Mercedes in Jorge Luis.
Jorge Luis will nichts von Frauen wissen, nach der Ermordung seiner ersten Frau Diana San Román durch ihren gehässigen Ex-Freund Elías Carrillo, der sie beim Verlassen der Kirche erschossen hatte, und als sie floh, ihr Auto wurde direkt unter den Bahngleisen gestrandet, mehrere Meter geschleift und starb auf der Stelle.
Als Santiago stirbt, gelingt es Malvina, María Mercedes und Jorge Luis zu heiraten, die Dianas Tod nicht überwinden können und deren Wille sich völlig den Worten ihrer Mutter unterwirft. Später versucht Malvina um jeden Preis, die Gewerkschaft aufzulösen, sagt, dass Jorge Luis krank ist und sagt sogar, dass Meche verrückt ist. Auf der anderen Seite gibt es Mística, eine schöne und sinnliche Frau, aber leichtfertig und egoistisch, die Jorge Luis verzweifelt liebt. Irgendwann versucht er, sein Leben mit Mística wieder aufzubauen, eine Beziehung, die von seiner Mutter genehmigt wurde, da Mística Geld hat.
Sie lehnt ihn jedoch ab, Don Sebastián Ordóñez, einen sehr wohlhabenden Mann, zu heiraten. Als er später sieht, dass Jorge Luis María Mercedes heiratet, die er "La Billetera" nennt, will er ihn zurückgewinnen, denn tief in seinem Inneren liebt er ihn weiter und weigert sich zu akzeptieren, dass er sich für seine Witwenschaft und sein Ende tröstet mit ihr, mit einer armen Frau. Seine Wut und Eifersucht werden noch größer, als er weiß, dass María Mercedes mit ihm schwanger ist und dass sich Jorge Luis im Laufe der Schwangerschaft immer mehr in sie verliebt und María Mercedes lernt, sich besser zu pflegen.
María Magnolia ist eine High-Society-Frau, die vor ihrem Mann Rodolfo ein schreckliches Geheimnis verbirgt. Bevor sie eine Dame wurde, war sie ein armes Mädchen aus der Nachbarschaft, verheiratet mit einer Alkoholikerin und Mutter von vier Kindern, die sie in einem Anfall der Verzweiflung über den Missbrauch und das Laster ihres Mannes verließ. Bald entdeckt sie, dass María Mercedes ihre Tochter ist, und wird ihre Freundin und Beschützerin, die ihr hilft, das Interesse von Jorge Luis an ihr aufrechtzuerhalten und ihr trotz der ständigen Tricks von Malvina und Mística Mut zu machen. Auf die Gefahr hin, ihren Mann zu verlieren, verpfändet sie ihren Schmuck, um einen Anwalt für Memo, den älteren Bruder von María Mercedes, zu finden, der versucht, ihn aus dem Gefängnis zu befreien; er erfährt als erster, dass sie seine Mutter ist. Magnolia hilft auch Rosario, der selbstsüchtigen und temperamentvollen jüngeren Schwester von María Mercedes, und versucht, die Zuneigung von Andrés, dem jüngsten der vier Brüder, zu gewinnen. Der Vater von María Mercedes stirbt und Magnolia verspricht, dass er seine Kinder nie wieder verlassen wird, egal was passiert.
Nach einem schrecklichen Urlaub, in dem Jorge Luis nach den Intrigen von Malvina und Mística beschließt, María Mercedes endgültig zu verlassen, um nach Mística zurückzukehren, wird María Mercedes über Malvina in ein Asyl aufgenommen, aus dem sie bei der ersten Chance flieht. Jorge Luis, jetzt ruhiger geworden, bittet die Behörden, nicht nach ihr zu suchen und sie in Ruhe zu lassen. Später erkennt er, dass er mehr denn je in María Mercedes verliebt ist und bittet sie, mit ihm nach Hause zurückzukehren und wieder als seine Frau zu leben. Bei der Geburt bringt María Mercedes Zwillinge zur Welt, von denen einer an Missbildungen stirbt. Mística versucht erneut, Jorge Luis zu verführen, scheitert jedoch und weiß, dass sie mit Don Sebastián schwanger ist, schafft es, Jorge Luis einzuschläfern und versucht dann, ihn glauben zu machen, dass sie schwanger ist, weil etwas zwischen ihnen passiert ist. Er glaubt dir nicht. Don Sebastián stirbt zusammen mit seiner Geliebten bei einem Autounfall auf der Flucht in ihre neue Heimat. Als Malvina erfährt, dass Mística eine Witwe und Erbin von Don Sebastiáns Vermögen ist, fordert sie Jorge Luis erneut auf, María Mercedes zu verlassen, um sich Mística anzuschließen und ihr Geld zu haben. Jorge Luis, verliebt in seine Frau und genervt vom mütterlichen Druck, verlässt sein Zuhause, um bei María Mercedes zu leben. Malvina bekommt einen Wutanfall aus Ehrgeiz, Rachegelüste und Verzweiflung, als sie sieht, dass der Sohn, den sie jahrelang dominiert hat, geht und alle ihre Pläne gescheitert sind.
Maria Mercedes heiratet Jorge Luis in der Basilika von Guadalupe.

## Besetzung
- Thalía – María Mercedes "Meche" Muñoz González de Del Olmo
- Arturo Peniche – Jorge Luis del Olmo Morantes
- Laura Zapata – Malvina Morantes vda. de Del Olmo
- Gabriela Goldsmith – María Magnolia González de Mancilla
- Carmen Amezcua – Digna del Olmo Morantes
- Carmen Salinas – Filogonia "Doña Filo"
- Nicky Mondellini – Mística Casagrande de Ordóñez
- Fernando Ciangherotti – Santiago del Olmo
- Roberto Ballesteros – Cordelio Cordero Manso
- Luis Uribe – Manuel Muñoz
- Fernando Colunga – Chicho
- Karla Álvarez – Rosario Muñoz González
- Diana Golden – Fabiola Mayerling San Roman
- Meche Barba – Doña Chonita
- Rosa Carmina – Doña Rosa
- Jaime Moreno Gálvez – Rodolfo Mancilla
- Raúl Padilla "Chóforo" – Argemiro "El Chupes" Camacho
- Luis Gimeno – Don Sebastián Ordóñez
- Roberto "Flaco" Guzmán – Teo "El Jarocho"
- Aurora Molina – Doña Natalia
- Virginia Gutiérrez – Doña Blanca Sáenz
- Jaime Lozano – Dr. Díaz
- Alberto Inzúa – Rechtsanwalt Mario Portales
- Enrique Marine – Guillermo "Memo" Múñoz González
- Héctor del Puerto – Beamter des Rechtsanwalts Portales
- Héctor Gómez – Chaplin
- Julio Urrueta – Napoleón
- Silvia Caos – Alma
- Carlos Rotzinger – Omar
- Manuel D'Flon – Lázaro
- Irma Torres – Nana Cruz
- José Luis González y Carrasco – Joel
- Agustín López Zavala – Alberto
- Vanessa Angers – Berenice
- Marco Uriel – Adolfo
- Silvia Campos – Diana San Román
- Evangelina Sosa – Candelaria "Candy"
- Cuco Sánchez – Genaro
- Carlos Corres – Amateo
- Marcela Figueroa – Sara
- Yula Pozo – Lucinda
- Arturo García Tenorio – Rogariano "El Latas"
- Lucero Lander – Karin
- Arturo Lorca – El Mollejas
- Rebeca Manríquez – Justa
- Irlanda Mora – Paz
- Erika Oliva – Araceli
- Xavier Ximénez – Padre Enrique
- Rossana San Juan – Zafiro
- Rafael del Villar – Ricardo
- Patricia Navidad – Iris
- Victor Vera – Juez del Registro Civil
- Paquita la del Barrio – Paquita
- Ari Telch – Carlos Urbina
- David Ostrosky – Dr. Muñoz
- Alfredo Gutiérrez – Dr. Arturo Valadez
- Ricardo Vera – Rechtsanwalt Andrés Gómez Portales
- Lina Michel
- Elia Domenzain – Direktor der Akademie
- Jeanette Candiani – Gloria
- Martha Zamora – Herminia
- Sara Montes – Rebeca
- Alfredo Gutiérrez – Andresito Muñoz González
- María Eugenia Ríos – Direktor der Besserungsanstalt
- Eva Calvo – Virginia[2]
- Eduardo Liñán – Vertreter des Ministeriums für öffentliche Angelegenheiten
- Armando Franco – Elías Carrillo
- Tito Livio – El Clavo
- Jorge Granillo – El Hamburguesa
- Dolores Salomón "Bodokito" – Ludovina
- Gustavo Rojo – Dr. Pérez
- América – Gabriela
- Aarón Beas – Martín
- Guillermo Murray – Dr. Carvajal
- Miguel Garza – Esteban
- Paola Garera – Mirna
- Eduardo Rivera – Danilo
- José Zambrano – Rechtsanwalt Robles